# Acaciaans schisma
Het Acaciaans schisma tussen de Oosterse en de Westerse Christelijke Kerken duurde vijfendertig jaar, van 484 tot 519. De oorzaak van het schisma was dat de leiders van de Oosterse Christelijke Kerk uit het oogpunt van de paus van Rome gezien steeds meer afdreven in de richting van het monofysitisme. Dit was de paus als orthodox aanhanger van de geloofsbelijdenis van Nicea-Constantinopel een gruwel. Keizer Zeno van Byzantiums mislukte poging in 482 om de partijen met zijn Henotikon te verzoenen was vervolgens de druppel die de emmer deed overlopen.

## Chronologie van de gebeurtenissen
De gebeurtenissen die tot dit schisma leidden werden ingeleid door paus Felix III. Deze paus schreef twee brieven, een aan keizer Zeno van Byzantium en een aan Acacius, de patriarch van Constantinopel. Hij herinnerde hen aan de noodzaak om het geloof compromisloos te verdedigen, zoals zij dit ook eerder hadden gedaan.
Toen Johannes Talaia, de patriarch van Alexandrië, uit zijn stad verbannen werd, vertrok hij naar Rome. Eenmaal daar gearriveerd bracht hij verslag uit over de gebeurtenissen in het Oosten. Als reactie schreef Felix nog twee brieven. Hij sommeerde Acacius naar Rome te komen om daar verantwoording over zijn gedrag af te leggen. Toen zij aan land kwamen werden de legaten, die deze brieven naar Constantinopel brachten, onmiddellijk gevangengenomen. Zij werden gedwongen om de heilige communie van Acacius te ontvangen als onderdeel van een liturgie waarin zij hoorden dat Peter Mongus en andere Monofysieten in de diptieken genoemd werden. Toen Felix dit via zijn contacten met de Acoemetische monniken in Constantinopel te horen kreeg, riep hij in 484 een synode bijeen, waarin hij het gedrag van zijn legaten veroordeelde en patriarch Acacius van Constantinopel excommuniceerde.
Acacius reageerde op deze handeling door Felix zijn naam uit zijn diptieken te laten verwijderen. In Constantinopel bleven alleen de Acoemeten nog trouw aan Rome. Als reactie liet Acacius hun abt, Cyrillus, gevangen zetten. Acacius stierf in 489. Zijn opvolger, Flavitas (of Fravitas, 489-90), probeerde zich met Rome te verzoenen, maar weigerde om de communie met de Monofysieten op te geven. Ook was hij niet bereid Acacius' naam van zijn dyptieken te laten verwijderen. Zeno stierf in 491. Zijn opvolger, Anastasius I (491-518) hield zich in eerste instantie aan het beleid van de Henoticon, maar geleidelijk aan schoof zijn religieuze politiek steeds meer op in monofysitische richting. Na de dood van Anastasius wilde zijn opvolger, Justinus I, het schisma met Rome zo snel mogelijk beëindigen, een doelstelling die hij deelde met de nieuwe patriarch van Constantinopel, Johannes II van Cappadocië. De hereniging van beide kerken werd met Pasen, 24 maart 519 geformaliseerd.

## Voetnoten
1. ↑  Bark, William (1944-04). Theodoric vs. Boethius: Vindication and Apology. The American Historical Review 49 (3): 410–426. ISSN: 00028762.
2. ↑  Dvornik, Francis (1951). Emperors, Popes, and General Councils. Dumbarton Oaks Papers 6: 1–23. ISSN: 00707546.
3. ↑  McKim, Donald K. (1996-11). Westminster Dictionary of Theological Terms, 1. Westminster John Knox Press, 2. ISBN 0-664-25511-6.